# Liste der Kulturdenkmale in Ratekau
In der Liste der Kulturdenkmale in Ratekau sind alle Kulturdenkmale der schleswig-holsteinischen Gemeinde Ratekau (Kreis Ostholstein) und ihrer Ortsteile aufgelistet (Stand: 10. März 2025).

## Legende
In den Spalten befinden sich folgende Informationen:
- Objekt-ID: die Nummer des Kulturdenkmales
- Lage: die Adresse des Kulturdenkmales und die geographischen Koordinaten. Kartenansicht, um Koordinaten zu setzen. In der Kartenansicht sind Kulturdenkmale ohne Koordinaten mit einem roten Marker dargestellt und können in der Karte gesetzt werden. Kulturdenkmale ohne Bild sind mit einem blauen Marker gekennzeichnet, Kulturdenkmale mit Bild mit einem grünen Marker.
- Offizielle Bezeichnung: Bezeichnung des Kulturdenkmales
- Beschreibung: die Beschreibung des Kulturdenkmales
- Bild: ein Bild des Kulturdenkmales

## Sachgesamtheiten
| Objekt-ID      | Lage                                             | Offizielle Bezeichnung | Beschreibung | Bild                             |
| -------------- | ------------------------------------------------ | ---------------------- | --- | -------------------------------- |
| 40778 Wikidata | Hauptstraße (53° 56′ 58″ N, 10° 44′ 14″ O)       | Vicelinkirche          | Aktualisierung vorgesehen - Begründung: geschichtlich, künstlerisch, städtebaulich, Kulturlandschaft prägend - Schutzumfang: Vicelinkirche mit Ausstattung, Kirchhof, Grabmale bis 1870, Leichenhalle, Kirchhofspforte mit Treppenweg, Gefallenenehrung, Feldstein(böschungs-)mauer, Lindenkranz | weitere Fotos \| Fotos hochladen |
| 27604          | Schloßstraße 8, 10 (53° 58′ 2″ N, 10° 48′ 39″ O) | Landsitz Lindenhof     | Landsitz Lindenhof; Landhaus, ehem. Stall und Gärtnerhaus ab 1908 von Architekt A. W. Longfellow; Landhausgarten, Pferdeweide sowie Garten des Gärtnerhaus nach Entwurf von Erwin A. Barth - Begründung: geschichtlich, künstlerisch, städtebaulich, Kulturlandschaft prägend - Schutzumfang: Landhaus („Schloss Warnsdorf“); Landhausgarten mit Pferdeweide, Rondell; Pferdestall; drei Pferdetränken; Grabstätte von Rumohr (Schloßstraße 10); ehem. Gärtnerhaus mit Garten, Lindenhecke (Schloßstraße 8) | Fotos hochladen                  |

## Bauliche Anlagen
| Objekt-ID      | Lage                                                                          | Offizielle Bezeichnung           | Beschreibung | Bild                             |
| -------------- | ----------------------------------------------------------------------------- | -------------------------------- | --- | -------------------------------- |
| 9880 Wikidata  | Am Bahnhof 5 (53° 58′ 51″ N, 10° 42′ 13″ O)                                   | Bahnhof                          | Bahnhofgebäude; im Kern um/nach 1873, 1924 erweitert und umgebaut; eingeschossiger, verputzter Backsteinbau mit Walmdach, beidseitig zweigeschossiger Mittelrisalit mit flachem Dreiecksgiebel - Begründung: geschichtlich, städtebaulich - Schutzumfang: gesamtes Objekt - Denkmaltyp: Bauliche Anlage | weitere Fotos \| Fotos hochladen |
| 23217 Wikidata | Bäderstraße 8 (53° 56′ 55″ N, 10° 44′ 16″ O)                                  | Durchfahrtscheune                | Alteintragung (Aktualisierung vorgesehen) - Begründung: geschichtlich, künstlerisch, städtebaulich - Schutzumfang: gesamtes Objekt - Denkmaltyp: Bauliche Anlage | Fotos hochladen                  |
| 3562           | Bäderstraße 14 (53° 56′ 51″ N, 10° 44′ 13″ O)                                 | Fachhallenhaus                   | Fachhallenhaus; 1797; Fachwerkgebäude mit Backsteinausfachung z. T. in Ziermustern, Halbwalmdach - Begründung: geschichtlich, städtebaulich, Kulturlandschaft prägend - Schutzumfang: gesamtes Objekt - Denkmaltyp: Bauliche Anlage | BW                               |
| 11279 Wikidata | Bäderstraße 19 (53° 56′ 51″ N, 10° 44′ 11″ O)                                 | Rathaus                          | Alteintragung (Aktualisierung vorgesehen) - Begründung: Alteintragung (Aktualisierung vorgesehen) - Schutzumfang: Alteintragung (Aktualisierung vorgesehen) - Denkmaltyp: Bauliche Anlage | weitere Fotos \| Fotos hochladen |
| 41805          | Bäderstraße 21 (53° 56′ 49″ N, 10° 44′ 12″ O)                                 | Bürgermeisterwohnhaus            | Bürgermeisterwohnhaus; 1938, Architekten Otto Schweinfurth und Otto Siebert; eingeschossiger Backsteinbau in Formen der ländlichen Heimatschutzarchitektur, Schopfwalmdach - Begründung: geschichtlich, städtebaulich - Schutzumfang: gesamtes Objekt - Denkmaltyp: Bauliche Anlage | Fotos hochladen                  |
| 3516 Wikidata  | Friedrichsberger Weg 6 (53° 59′ 45″ N, 10° 41′ 31″ O)                         | Wohnhaus mit Atelier Cäsar Klein | Wohnhaus mit Atelier von Cäsar Klein; Alteintragung (Aktualisierung vorgesehen) - Begründung: geschichtlich, künstlerisch - Schutzumfang: Alteintragung (Aktualisierung vorgesehen) - Denkmaltyp: Bauliche Anlage | BW                               |
| 3291           | Hauptstraße (53° 56′ 58″ N, 10° 44′ 14″ O)                                    | Vicelinkirche mit Ausstattung    | Der Bau der Kirche wurde im 12. Jahrhundert, kurz nach der Eroberung Wagriens 1138/39 durch die Holsten, begonnen. Der Baubeginn wird auf das Jahr 1156 datiert. Erstmals urkundlich erwähnt wird die Kirche 1234/1235. Alteintragung (Aktualisierung vorgesehen) - Begründung: geschichtlich, künstlerisch, städtebaulich - Schutzumfang: Alteintragung (Aktualisierung vorgesehen) - Denkmaltyp: Bauliche Anlage, Sachgesamtheit: Vicelinkirche | weitere Fotos \| Fotos hochladen |
| 38809          | Häven 22 (53° 58′ 44″ N, 10° 49′ 49″ O)                                       | Durchfahrtsscheune               | Scheune; wohl Anfang 19. Jahrhundert; Durchfahrtsscheune in Zweiständer-Konstruktion, reetgedecktes Satteldach - Begründung: geschichtlich, Kulturlandschaft prägend - Schutzumfang: gesamtes Objekt - Denkmaltyp: Bauliche Anlage | BW                               |
| 30280          | Offendorfer Straße 28 (53° 56′ 0″ N, 10° 47′ 20″ O)                           | Wohnhaus                         | Wohnhaus; erstes Viertel 20. Jahrhundert; zweigeschossiger Backsteinbau mit seitlicher Eingangsvorhalle, Walmdach - Begründung: geschichtlich, künstlerisch, städtebaulich - Schutzumfang: gesamtes Objekt - Denkmaltyp: Bauliche Anlage | BW                               |
| 28937 Wikidata | Riesebusch/Kleinauweg, Grenze zu Bad Schwartau (53° 55′ 51″ N, 10° 42′ 39″ O) | Ehrenhain Zweiter Weltkrieg      | 1957 im Auftrag der Stadt Bad Schwartau angelegt; Alteintragung (Aktualisierung vorgesehen) - Begründung: geschichtlich, künstlerisch, Kulturlandschaft prägend - Schutzumfang: Ehrenhain Zweiter Weltkrieg, Skulptur „Der sterbende Soldat“, 9 Kreuze auf der Rasenfläche - Denkmaltyp: Bauliche Anlage | weitere Fotos \| Fotos hochladen |
| 30290          | Rohlsdorfer Weg 23 (53° 57′ 56″ N, 10° 42′ 41″ O)                             | Fachhallenhaus                   | Wohn- und Wirtschaftsgebäude; 1. Hälfte 19. Jh.; eingeschossiger Fachwerkbau mit Halbwalmdach, Fachhallenhaus mit Dreiständer-Konstruktion - Begründung: geschichtlich, städtebaulich, Kulturlandschaft prägend - Schutzumfang: gesamtes Objekt - Denkmaltyp: Bauliche Anlage | BW                               |
| 972 Wikidata   | Schloßstraße 8 (53° 58′ 3″ N, 10° 48′ 39″ O)                                  | ehem. Gärtnerhaus                | Wohnhaus; um 1910; eingeschossiger Rotsteinbau mit ausgebautem Vollwalmdach, zugehörig der umgebende Garten mit Lindenhecke - Begründung: geschichtlich, städtebaulich, Kulturlandschaft prägend - Schutzumfang: ehem. Gärtnerhaus, Garten, Lindenhecke - Denkmaltyp: Bauliche Anlage, Sachgesamtheit: Landsitz Lindenhof | Fotos hochladen                  |
| 998 Wikidata   | Schloßstraße 10 (53° 58′ 4″ N, 10° 48′ 23″ O)                                 | Landhaus („Schloss Warnsdorf“)   | Alteintragung (Aktualisierung vorgesehen) - Begründung: geschichtlich, künstlerisch, Kulturlandschaft prägend - Schutzumfang: gesamtes Objekt - Denkmaltyp: Bauliche Anlage, Sachgesamtheit: Landsitz Lindenhof | Fotos hochladen                  |
| 3874 Wikidata  | Travemünder Straße (53° 58′ 0″ N, 10° 49′ 24″ O)                              | Schäferkate                      | Alteintragung (Aktualisierung vorgesehen) - Begründung: geschichtlich, Kulturlandschaft prägend - Schutzumfang: gesamtes Objekt - Denkmaltyp: Bauliche Anlage | BW                               |

## Gründenkmale
| Objekt-ID      | Lage                                          | Offizielle Bezeichnung | Beschreibung | Bild                             |
| -------------- | --------------------------------------------- | ---------------------- | --- | -------------------------------- |
| 30283 Wikidata | Blüchereiche (53° 56′ 8″ N, 10° 43′ 17″ O)    | Blücher-Eiche          | Blüchereiche; nach 7. November 1806; Gedenkbaum an die Kapitulation des preußischen Generalfeldmarschalls Blücher vor den Franzosen in Ratekau, alter Eichenstamm und Eichenneupflanzung; mit zwei Gedenksteinen - Begründung: geschichtlich, Kulturlandschaft prägend - Schutzumfang: Blüchereiche, zwei Gedenksteine - Denkmaltyp: Gründenkmal | weitere Fotos \| Fotos hochladen |
| 20882 Wikidata | Hauptstraße (53° 56′ 57″ N, 10° 44′ 13″ O)    | Kirchhof               | Alteintragung (Aktualisierung vorgesehen) - Begründung: geschichtlich, künstlerisch, Kulturlandschaft prägend - Schutzumfang: Kirchhof, Grabmale bis 1870, Leichenhalle, Kirchhofspforte mit Treppenweg, Gefallenenehrung, Feldstein(böschungs-)mauer, Lindenkranz - Denkmaltyp: Gründenkmal, Sachgesamtheit: Vicelinkirche                      | Fotos hochladen                  |
| 41809 Wikidata | Hauptstraße (53° 56′ 57″ N, 10° 44′ 11″ O)    | Kaisereiche            | Kaisereiche; 1897 gepflanzt; Gedenkbaum zum 100. Geburtstag Kaiser Wilhelm I.; mit Gedenkstein - Begründung: geschichtlich, städtebaulich - Schutzumfang: Kaisereiche, Gedenkstein - Denkmaltyp: Gründenkmal | weitere Fotos \| Fotos hochladen |
| 999 Wikidata   | Schloßstraße 10 (53° 58′ 3″ N, 10° 48′ 39″ O) | Landhausgarten         | Landhausgarten 1910–12 nach Entwurf von Erwin A. Barth - Begründung: geschichtlich, künstlerisch, Kulturlandschaft prägend - Schutzumfang: Landhausgarten, Pferdeweide, Rondell - Denkmaltyp: Gründenkmal, Sachgesamtheit: Landsitz Lindenhof | BW                               |

## Quelle
- Liste der Kulturdenkmale in Schleswig-Holstein – Kreis Ostholstein (PDF)

- Karte mit allen Koordinaten:
- OSM |
- WikiMap